# Lathrolestes asperatus
Lathrolestes asperatus är en stekelart som beskrevs av Barron 1994. Lathrolestes asperatus ingår i släktet Lathrolestes och familjen brokparasitsteklar. Inga underarter finns listade i Catalogue of Life.